# Prasinocyma semidiscata
Prasinocyma semidiscata är en fjärilsart som beskrevs av Louis Beethoven Prout 1913. Prasinocyma semidiscata ingår i släktet Prasinocyma och familjen mätare. Inga underarter finns listade i Catalogue of Life.